# Descent : Voyage dans les ténèbres
Descent : Voyage dans les Ténèbres est un jeu de société d'aventure fantastique pour 2 à 5 joueurs publié par Fantasy Flight Games en 2005.  

## Bref aperçu
Descent est conçu et produit par Kevin Wilson. Ce jeu n'est pas relié au jeu vidéo Descent ; il est basé sur une version améliorée des mécaniques de jeu de Doom : Le Jeu de plateau de Fantasy Flight Games.  Dans Descent, les joueurs endossent le rôle d'aventuriers qui explorent des complexes souterrains à la recherche de trésors (ce que l'on appelle communément le "dungeon crawling").  Un joueur prend le rôle du Seigneur, qui contrôle les ennemis et joue des cartes pour géner la progression des joueurs héros.  Descent diffère des autres jeux du même genre car le but du joueur Seigneur est de gagner en vidant la réserve de points de victoire des autres joueurs, plutôt que de simplement faciliter le jeu.  Les ressources du Seigneur sont limitées par les règles du jeu, qui lui imposent de collecter et de dépenser des points de "menace", qui sont générés en réponse aux actions des joueurs héros. Ces points lui permettent de gêner les autres joueurs et d'amener des monstres supplémentaires sur le plateau de jeu pour les combattre.
Descent est un des nombreux jeux de société fantastiques publiés par FFG, parmi eux on trouve Runebound et les jeux à licence Warcraft III, World of Warcraft ainsi que Le Seigneur des anneaux.  Descent partage ses personnages principaux avec Runebound et ses extensions.  Une première extension, Descent: Le Puits des Ténèbres, est disponible depuis le 26 octobre 2006. Une deuxième extension Descent : L'Autel du Désespoir est disponible depuis Février 2007 et une troisième extension, Descent: Héros de Légende qui inclut des règles avancées pour un jeu de type campagne, est disponible depuis Mars 2008. Une quatrième extension, Descent : Le Tombeau de Glace est disponible depuis Janvier 2010. Une cinquième extension spécifiquement pour le jeu de type campagne, Descent : La Mer de sang, devrait être disponible en France courant 2010.
En octobre 2006, Board Games Online a annoncé qu'ils travaillaient sur une version en ligne pour PC de Descent : Voyage dans les ténèbres pour leur moteur 3D de jeu de société BattlePawn. 
Descent aurait été le titre associé au lancement de BattlePawn, mais le développement de ce produit fut annulé le 13 juin 2008 à la suite de différences créatives avec Fantasy Flight Games.

## Système de Jeu

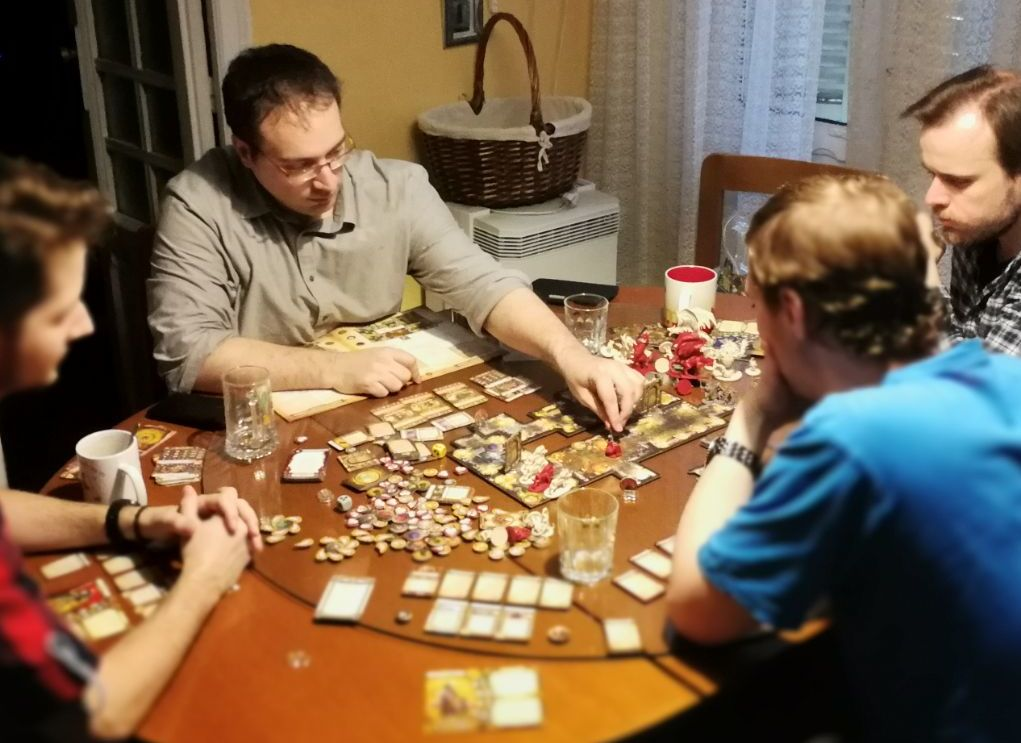
Joueurs avec le jeu de societé Descent (v2)

Il y a deux camps, le camp des "héros" et le camp du "Seigneur". Les héros tentent de compléter une quête (généralement tuer un boss monster à la fin d'une série de pièces). Le Seigneur tente de stopper les héros en jouant des pièges ou en générant des monstres qui peuvent ensuite être utilisés pour attaquer les héros.
Chaque quête comprend une carte différente (un assemblage de tuiles). L'assemblage des tuiles et le placement de pièges variés, d'événements spéciaux, et de trésors donne à Descent une grande marge de flexibilité en comparaison à de nombreux autres jeux de société. Cependant, les joueurs doivent passer plus de temps pour préparer le jeu avant chaque partie.
Les héros ont la possibilité d'utiliser un nombre d'objets qui améliorent leurs compétences comme des épées magiques, des armures enchantées, des potions de soin, et bien d'autres. Ils ont également accès à un nombre d'habilités qui les rendent plus forts et efficaces que la majorité des monstres que le Seigneur peut invoquer. Au fur et à mesure que les héros trouvent des trésors, ils gagnent en puissance, ce qui leur permet de s'attaquer à des quêtes plus difficiles.
Les héros sont représentés par une série de cartes et de jetons. La carte principal d'un personnage permet d'identifier ce personnage, donne ses statistiques initiales et indique ses capacités spéciales. 
Une série supplémentaire de trois cartes ou plus indique les compétences spéciales.  Les autres cartes représentent l'équipement transporté et équipé.  Les jetons représentent la santé, l'endurance, les potions, et les améliorations de statistique.  Des jetons spéciaux servent à indiquer quels héros ont déjà accompli des actions, quels héros ont pris des préparations spéciales, et indique les effets négatifs comme l'empoisonnement.
Le jeu utilise plusieurs dés différents, bien qu'ils aient tous six faces, ont des symboles différents représentés sur chaque face (parfois trois sur une seule face). Les différents dés ont différentes utilisations (un type de dé sert généralement à calculer les dégâts, un autre est généralement utilisé pour calculer la portée des attaques). Les plus puissantes armes du jeu peuvent amener les héros à jeter jusqu'à dix dés pour une seule attaque, bien que normalement ils n'en lancent que trois ou quatre. 
Le temps de jeu d'une partie est considéré comme étant de quatre ou cinq heures pour jouer une seule quête. Un total de neuf quêtes était décrit dans le jeu original. Bien d'autres quêtes ont été créées et officiellement publiées sur le site web de FFG : The Official Fan-Created Quest List (lien brisé à actualiser ou retirer).

## Extensions
Depuis la sortie initiale du jeu, un nombre d'extensions officielles ont été publiées. Ces extensions ajoutent des quêtes supplémentaires, ainsi que des options additionnelles pour les joueurs.

### Le Puits des Ténèbres
Le Puits des Ténèbres est la première extension publiée pour le jeu Descent.  Cette extension fournit de nouvelles tuiles, de nouveaux héros, et des nouveaux monstres.  Elle ajoute également de nouvelles options et de nouveaux pouvoirs pour le Seigneur. Avec cette extension, le joueur Seigneur peut modifier son paquet de cartes (représentant ses actions potentielles au cours du jeu) pour y inclure un nombre de pièges plus puissants, de monstres à invoquer et d'événements.
Les points de Tricherie permettent au Seigneur de personnaliser son paquet avec des cartes spécifique de son choix. Cela permet au joueur Seigneur de contrer des tactiques spécifiques ou  d'ajouter de la difficulté en synergie avec la quête en cours.
Le Puits des Ténèbres contient neuf nouvelles quêtes. Comme dans le premier jeu, l'extension comprend des héros qui sont également présent dans le jeu de société Runebound.

### L'Autel du Désespoir
L'Autel du Désespoir est la deuxième extension pour le jeu Descent, publiée en janvier 2007. Elle ajoute six nouveaux héros, cinq nouveaux types de monstres (comme les Trolls, les Prêtres Noirs et les Bêtes du Chaos), de nouveaux pièges (comme les Murs Mobiles qui se déplacent jusqu'à écraser les héros), et six nouvelles quêtes.  Un nouveau type de terrain est ajouté: les cases de dongeon corrompu, qui récompense le joueur Seigneur s'il parvient à blesser ou épuiser les figurines des héros qui les traversent. Certains changement mineurs sont également apportés aux règles afin de prendre en compte un nouveau type d'action (les actions prolongées, qui nécessite la participation d'au moins un héros sur plusieurs tours) utilisées dans les nouvelles quêtes.

### Héros de Légende
Héros de Légende est une autre extension pour Descent, publiée en mars 2008. Il s'agit de la première extension "sans plastique", c'est-à-dire ne contenant aucune nouvelle figurine, mais se concentrant plutôt sur les nouvelles règles de "campagne". Celles-ci permettent de mettre en place l'histoire d'un groupe de héros de Descent qui explorent le monde à travers de nombreuses aventures tout en se préparant à un affrontement final avec l'avatar du joueur Seigneur.
Contrairement à une partie classique, les scénarios de campagnes sont prévus pour être joués en plusieurs sessions, les tours de jeu étant décrit en "semaine" et durant approximativement autant qu'une partie classique de Descent.Les nouveaux scénario parlent de complots d'ampleur mondiale mis en place par le joueur Seigneur, qui peut déplacer ses lieutenants sur la nouvelle carte du monde afin de faire avancer ses machinations, pendant que les héros cherchent à stopper ses plans. Ils disposeront pour cela de nombreuses nouvelles cartes d'équipements et de compétences, certaines n'étant pas compatible avec les scénarios des précédentes extensions.
"Héros de Légende" inclut de nouveaux accessoires et de nouveaux obstacles. Elle contient également de nombreuses nouvelles tuiles, y compris et pour la première fois des tuiles représentants des terrains en extérieur.  De nouvelles règles permettent de faire évoluer les monstres au niveau argent, or, et diamant pour un challenge accru; et introduisent les nouvelles cartes de lieutenants et d'avatars pour le joueur Seigneur.

### Le Tombeau de Glace
Le Tombeau de Glace est la quatrième extension pour le jeu de société Descent : Voyage dans les ténèbres.  Elle contient plus de deux douzaines de nouvelles figurines en plastique représentant des Ombres, des Scarabée de Feu, des Méduses au regard pétrifiant, des Wendigos, et de gigantesques Wyrms des glaces – ainsi que six nouveaux héros. L'extension ajoute au matériel de base un nouveau dé, transparent, qui sert principalement à résoudre les effets de la nouvelle compétence "furtivité". En plus des nouveaux trésors et des nouveaux types de potions, Le Tombeau de Glace fournit à ses héros le pouvoir des cartes Prouesse. Ces cartes étant cachées à la vue du joueur Seigneur, elles permettent de contrebalancer la mains de cartes de celui-ci ; l'élément de surprise n'est ainsi plus uniquement dans un seul camp.

### La Mer de Sang
La Mer de Sang est la future cinquième extension pour le jeu Descent annoncée à la Gen Con 2009. Enfin édité en France, il s'agit d'une campagne semblable à celle de "Héros de légende" dans laquelle les personnages affrontent de nouveaux seigneurs sur Torue Albes. La partie se joue en partie sur terre, en partie en mer. Les personnages naviguent en groupe sur le "Vengeance", un navire magique.

### Figurines et Accessoires
Depuis "Héros de Légende", de nouvelles figurines sont disponibles à la vente. Représentants les lieutenants du jeu en mode campagne, celles-ci sont en métal, et non pas en plastique comme le reste de la gamme. Leur prix est de fait significativement plus élevé, et elles sont donc vendues dans des packs individuels allant de 9€ à 15€.
Deux séries existent: la première représente les dix lieutenants de "Héros de Légende"; la seconde représente les cinq lieutenants de "La Mer de Sang".
À la demande des joueurs, deux packs accessoires ont également été mis en vente. Le premier est un set de dés supplémentaires, afin que chaque joueur puisse avoir le sien pour des questions pratiques (moins de manipulations et de temps morts autour de la table de jeu). La deuxième est une carte rigide double-face Océan/Mer; destinée à remplacer celle imprimée sur support souple qui était incluse dans la boite de "La Mer de Sang" et dont la qualité était critiquée.

## Jeux Similaires
Descent emprunte des mécaniques de jeu à Doom : Le Jeu de plateau, sortie fin 2004.  De bien des manières les mécaniques de jeu de Descent sont une évolution de celles utilisées dans Doom : Le Jeu de plateau.
Descent se déroule en Terrinoth, le même univers fantastique que Runebound et Runewars.
HeroQuest pourrait être considéré comme l'ancêtre de Descent, avec des personnages assignés aux joueurs, et l'achat d'équipement avant de descendre dans un donjon pour résoudre des quêtes.  Descent empêche les joueurs d'utiliser les tactiques de 'temporisation' dont ils étaient capables dans HeroQuest - le paquet de cartes du Seigneur de "Descent" agit comme un compte à rebours, pour que chaque action entreprise par les héros vienne à un prix.